# الضحية السابعة
الضحية السابعة (بالإنجليزية: Seventh Victim)‏؛ قصة خيال علمي قصيرة، للروائي الأمريكي روبرت شيكلي، نشرها في العام 1953. كانت القصة مادة للكثير من الأعمال الإذاعية والمسرحية والسينمائية، واقتُبِس منها فيلم إيطالي باسم الضحية العاشرة، صدر في العام 1965.